# Галиулин, Равиль Вагизович
Равил Вагизович Галиу́лин (тат. Rawil Wağiz uğlı Ğaliullin, Равил Вагыйзь улы Галиуллин) (1 января 1940, станция Турдей, Тульская область — 1 февраля 2010, Москва) — советский и российский учёный-кристаллограф. Лауреат премии имени Е.C.Фёдорова (1998). Доктор физико-математических наук. Ведущий научный сотрудник Института кристаллографии имени А. В. Шубникова РАН, геолог, поэт. Автор кристаллоподобной модели Вселенной.

## Биография
Родился 1 января 1940 года на станции Турдей в рабочей татарской семье. Отец учёного работал печником.
В 1957 году окончил среднюю школу в Омске. По воспоминаниям учёного, любовь к геологии ему привила школьная учительница Анна Алексеевна. После школы работал буровым рабочим в гидрогеологической экспедиции Иркутского геологоуправления, затем повышен в старшие буровые мастера. Пробовал учиться в военном училище, но не успешно. Три года срочной службы служил в Павловске. После армии работал сменным буровым мастером в Омской геологической экспедиции. В 1962 году поступил на геологический факультет Московского государственного университета. Окончил учёбу в 1968 году.
Работал старшим инженером-кристаллографом в геологической экспедиции «Шпат» (Красноярский край, посёлок Тура).
На выпускную работу Р. В. Галиулина, посвящённую вопросам симметрии в кристаллах, обратил внимание Н. В. Белов и направил её видному математику Б. Н. Делоне, который заинтересовался работой и разрешил Равилю Вагизовичу посещать математические семинары МИАН. Это взаимодействие привело к тому, что в 1968 году Р. В. Галиулин принят стажёром-исследователем в Институт кристаллографии АН СССР (Москва). В 1971 году защитил диссертацию на степень кандидата физико-математических наук по теме «Матрично-векторный вывод фёдоровских групп». В 1979 году на степень доктора наук по теме «Кристаллографическая геометрия» в Математическом институте им. В. А. Стеклова. Создал теорию кристаллоподобной модели Вселенной. В своём кабинете в институте (комната 427) создал Естественнонаучный филиал Фёдоровского института и Кристаллографический клуб.
Член комиссии по терминологии симметрии при Международном союзе кристаллографов. Сформировал научное направление — аксиоматическое построение геометрических основ кристаллографии.
В 1997 году ему была присуждена премия РАН имени Е. С. Фёдорова за цикл работ «Геометрическая кристаллография и структурные фазовые переходы».
Читал лекции в Московском Областном педагогическом институте. В память о нём проводится международная школа Геологического института КНЦ РАН, Кольское отделение РМО ()
Скончался 1 февраля 2010 года после тяжёлой болезни в Москве.

## Награды и премии
- 1997 — лауреат премии имени Е. С. Фёдорова РАН, за цикл работ «Геометрическая кристаллография и структурные фазовые переходы»